# هادونگ
هادونگ (به لاتین: Hadong County) یک منطقهٔ مسکونی در کره جنوبی است که در استان گیونگ‌سانگ جنوبی واقع شده‌است. هادونگ ۶۷۵٫۵۳ کیلومتر مربع مساحت و ۵۸٬۰۱۰ نفر جمعیت دارد.

## خواهرخوانده
شهر ژانگجیاجی خواهرخواندهٔ هادونگ هست.